# ألتافيلا مونفيراتو
ألتافيلا مونفيراتو (بالإيطالية: Altavilla Monferrato)‏ هي بلدية في مقاطعة ألساندريا في إقليم بييمونتي في إيطاليا.

## السكان
في سنة 1861 بلغ عدد السكان 1٬238 نسمة، وتطور العدد ليصل في سنة 2011 لـ 497 نسمة.
يظهر هذا المخطط البياني تطور النمو السكاني لـ ألتافيلا مونفيراتو